# ムタワッキル3世
ムタワッキル3世（アラビア語: المتوكل على الله الثالث, ラテン文字転写: al-Mutawakkil ʿAlā Allāh aṯ-ṯāliṯ、? - 1543年）は、アッバース朝最後(55代)のカリフ（在位：1508年 - 1517年）。

## 概要
当時アッバース家カリフの庇護者だったマムルーク朝は経済的、軍事的にオスマン帝国の脅威に晒されており、ムタワッキルの地位も不安定なものだった。
1517年にマムルーク朝が崩壊すると、ムタワッキルはオスマン皇帝に庇護を求める。セリム1世は、仮にもアッバース家のカリフであり建前上は全スンナ派ムスリムの精神的指導者たるムタワッキルを一応は丁重に扱い、帝都イスタンブールに住まわせた。しかし次第にセリム1世はその存在を目障りに思い始め、ムタワッキル以降のアッバース家のカリフ位継承を認めず、事実上の監禁状態に置いた。ムタワッキルは1543年に没し、アッバース朝は完全に滅亡した。